# Tatort: Falsche Liebe
Falsche Liebe ist ein Fernsehfilm der Krimireihe Tatort aus dem Jahr 1992. Regie führte Susanne Zanke, Buch schrieb Ulli Stephan. Ulrike Folkerts spielt zum vierten Mal die Ludwigshafener Kommissarin Lena Odenthal. Sie hat es diesmal mit dem Tod eines wegen Drogendelikten vorbestraften Taxifahrers zu tun, bei dem die Leiche verschwunden ist.

## Handlung
Die 40-jährige Kunsthistorikerin Yvonne Dornim ist seit drei Monaten mit dem wesentlich jüngeren, ehemals drogenabhängigen und vorbestraften Taxifahrer Matthias Bechner liiert, ihre Mutter Else, mit der sie gemeinsam mit ihrer Großmutter Charlotte zusammen lebt, lehnt die ungewöhnliche Beziehung ab. Matthias‘ Bekannter Horst Kneip wird eines Tages tot aufgefunden, offensichtlich hat er sich eine Überdosis Heroin verabreicht, Kriminalhauptkommissarin Lena Odenthal vernimmt Matthias als Zeugen. Als dieser aus dem Präsidium kommt, wird er von Alfred Kurz aus seinem alten Drogenmilieu angesprochen, der ihm ausrichtet, dass „Mutter“ Jelenak ihn wiedersehen will, Matthias erklärt, dass er mit dem Milieu nichts mehr zu tun haben will. Alfred erinnert ihn jedoch daran, dass er Jelenak Geld schuldet. Am frühen Abend gehen Else und Yvonne am Rheinufer spazieren und finden dort die Leiche von Matthias. Als sie Hilfe holen, ist die Leiche plötzlich verschwunden, Else sieht noch einen Transporter wegfahren. Kurz darauf trifft Odenthal mit ihrem Assistenten Seidel am Fundort ein, Reifenspuren vom Transporter sind nicht auszumachen, Odenthal erinnert sich daran, dass der verschwundene Tote kürzlich im Todesfall Horst Kneip von ihr vernommen wurde. Als Odenthal am nächsten Morgen Yvonne in ihrem Kunstmuseum aufsucht, beobachtet sie, wie der Museumsdirektor Sturm einen Annäherungsversuch bei Yvonne unternimmt, Yvonne sagt aus, dass dies das erste Mal gewesen sei, von Matthias habe er gewusst.
Von Matthias‘ Arbeitgeber erhalten Odenthal und Seidel Hinweise auf sein Umfeld, seine Mutter suche seit einiger Zeit vergeblich Kontakt zu ihrem Sohn, er hatte zudem auf der Arbeit einen Freund namens Michael Hoffmann, genannt „Mickey“. Von Yvonne erfährt Odenthal am Abend, dass Matthias‘ Mutter seit Jahren tot ist. Odenthal sucht Mickey auf, dieser hält sie für Yvonne und erzählt ihr von Matthias‘ Plänen, sich in die Karibik abzusetzen. Als Odenthal das Lokal, in dem Mickey arbeitet, verlässt, wird sie von Matthias‘ Arbeitskollegen Tarik und seinen Freunden bedroht, die Leute wollen von ihr den Verbleib von Matthias wissen, doch lassen diese von ihr ab, als Odenthal erklärt, nichts zu wissen, Tarik gibt ihr eine Telefonnummer, unter der sie sich melden soll. Von Matthias‘ Chef erfährt Odenthal am nächsten Tag, dass er nie mit Matthias‘ Mutter gesprochen hat, am Telefon war lediglich eine Männerstimme zu hören. Seidel sucht Tarik auf, der ihm erklärt, dass Matthias seine Schwester geschwängert und sich dann geweigert habe, sie zu heiraten, deshalb sucht seine Familie nach ihm. Bei einer Vernissage spricht Odenthal Direktor Sturm auf Yvonne an, er sagt aus, dass Matthias sie nur benutzt habe und unter ihrem Niveau stand. Odenthal sucht anschließend Tariks Schwester auf, diese erzählt ihm, dass sie nicht von Matthias schwanger sei, sie habe ihre Brüder angelogen. Sie erzählt weiterhin, dass Matthias öfters eine Mutter erwähnt habe, die aber nicht seine Mutter sei. Odenthal spricht anschließend Mickey auf die Mutter an, er glaubt noch immer, dass sie Yvonne sei und gibt ihr eine Telefonnummer.
In dem Gartenhaus von Charlotte Dornim, in dem sich Yvonne stets mit Matthias getroffen hatte, ist in der Nacht eingebrochen worden, Seidel hat mittlerweile herausgefunden, dass Sturm ein Alibi für die Tatzeit hat. Odenthal will Yvonne über den Einbruch informieren, doch sie hat diesen bereits bemerkt, der Polizei aber nicht gemeldet. Kurz darauf kommt es zwischen Yvonne und ihrer Mutter zu einer Auseinandersetzung über den Tod von Matthias. Odenthal sucht Jelenak auf und möchte mit „Mutter“ sprechen, Jelenak sagt ihr, dass sie sich irren müsse, auch Matthias will er nicht kennen. Als sie den Laden von Jelenak verlässt, wird sie von diesem und Alfred gekidnappt, Alfred und Jelenak wollen von Odenthal, die sie für Yvonne halten, wissen, wo Matthias sich aufhält, dass dieser tot ist, glauben sie Odenthal nicht und richten ihr aus, er solle seine Schulden begleichen. Odenthal wird freigelassen, ihr ist nun klar, dass es sich bei „Mutter“ um einen Mann handeln muss, der unter diesem Namen vermutlich Drogengeschäfte tätigt. Am nächsten Tag findet Odenthal in der Post ein Dossier eines Privatdetektivs, dass Jelenak Mutter den Drogenring führt, für den auch Matthias früher gedealt hatte. Eine Befragung Jelenaks bleibt ohne Ergebnis, Odenthal ist mittlerweile der Überzeugung, dass Matthias noch lebt und sich versteckt oder festgehalten wird. Else Dormin ruft bei Jelenak an und sagt diesem, dass Matthias tot sei. Yvonne sucht unterdessen Mickey auf und fragt sie nach Matthias, dieser informiert Jelenak, der Yvonne fortan im Auge behält. Yvonne findet schließlich den Bericht des Privatdetektivs, ihre Mutter hatte ihn in Auftrag gegeben. Yvonne läuft mit dem Bericht davon, gefolgt von Jelenak und seinen Leuten. Matthias taucht auf und beschwört Yvonne, dass er sie liebe. Ihre Mutter hatte Matthias DM 30.000 gegeben, mit dem Geld war er im Ausland abgetaucht, um vor Jelenak sicher zu sein, seinen Tod hatten er und Else für Yvonne vorgetäuscht. Er sei nun zurückgekehrt, weil er Yvonne liebe.
Yvonne läuft jedoch vor Matthias davon und wird von Jelenak entführt. Die Gangster wollen von ihr Matthias‘ Verbleib erfahren, Jelenak will Yvonne Drogen verabreichen, um sie zum Reden zu bringen. Matthias war den Gangstern gefolgt und will Yvonne befreien, wird aber von Jelenak erschossen; kurz darauf stürmt die Polizei unter Leitung von Odenthal das Gebäude, befreit Yvonne und nimmt Jelenak und Alfred fest. Nur für Matthias kommt jede Hilfe zu spät.

## Einschaltquote
Falsche Liebe erreichte bei seiner Erstausstrahlung am 20. Dezember 1992 insgesamt 10,70 Mio. Zuschauer, was einem Marktanteil von 31,1 % entsprach.

## Rezeption
TV Spielfilm beurteilte den Fall mittelmäßig und kommentierte die „lahme Story“: „Etwas zu zähflüssig geratener Fall“.